# Васко (Калифорнија)
Васко (енгл. Wasco) град је у америчкој савезној држави Калифорнија. По попису становништва из 2010. у њему је живело 25.545 становника.

## Демографија
Према попису становништва из 2010. у граду је живело 25.545 становника, што је 4.282 (20,1%) становника више него 2000. године.
| Група             | 2000.          | 2010.          |
| Белци             | 4.588 (21,6%)  | 3.689 (14,4%)  |
| Афроамериканци    | 2.183 (10,3%)  | 1.951 (7,6%)   |
| Азијати           | 143 (0,7%)     | 180 (0,7%)     |
| Хиспаноамериканци | 14.187 (66,7%) | 19.585 (76,7%) |
| Укупно            | 21.263         | 25.545         |